# 1884 dans le catholicisme
Chronologie du catholicisme
- 1880
- 1881
- 1882
- 1883
- 1884
- 1885
- 1886
- 1887
- 1888

Cet article présente les faits marquants de l'année 1884 dans le catholicisme.

## Évènements
- 8 février : Encyclique Nobilissima Gallorum gens de Léon XIII sur la situation religieuse en France
- 24 mars : Création de 2 cardinaux par Léon XIII
- 20 avril : Encyclique Humanum genus de Léon XIII condamnant la franc-maçonnerie et les sociétés secrètes
- 30 août : Encyclique Superiore Anno de Léon XIII sur la récitation du Rosaire
- 10 novembre : Création de 8 cardinaux par Léon XIII
- 10 novembre : Par la bulle Materna Ecclesiae caritas, Léon XIII restaure l'ancien siège archiépiscopal de Carthage.

## Naissances
- 6 janvier : Charles-Albert Gounot, prélat français, archevêque de Carthage († 20 juin 1953)
- 16 janvier : Bienheureuse Marie Candide de l'Eucharistie, religieuse carmélite et mystique italienne († 12 juin 1949)
- 7 février : Achille Liénart, cardinal français, évêque de Lille († 15 février 1973)
- 14 février : Giuseppe Zambonardi, prélat et missionnaire italien, préfet apostolique de Bahr el-Gebel († 5 juin 1970)
- 24 février : William Theodore Heard, cardinal écossais de la Curie († 16 septembre 1973)
- 26 février : Francesco Borgongini-Duca, cardinal italien, diplomate du Saint-Siège et archevêque titulaire d'Héraclée-en-Europe (de) († 4 octobre 1954)
- 24 mars : Eugène Tisserant, cardinal français de la Curie, Juste parmi les nations († 21 février 1972)
- 28 mars : Jean Saint-Pierre, prélat français, évêque auxiliaire de Carthage et évêque titulaire de Gordus (de) († 18 décembre 1951)
- 4 avril : Bienheureux Giacomo Alberione, prêtre italien, fondateur de la Famille paulinienne, "apôtre des mass médias" († 26 novembre 1971)
- 22 avril : Auguste Gaspais, prélat et missionnaire français, premier évêque de Jilin, précédemment évêque titulaire de Canope (de) († 21 octobre 1952)
- 23 avril : Jusztinián Serédi, cardinal hongrois, archevêque d'Esztergom, opposant au nazisme († 29 mars 1945)
- 5 mai : Pierre d'Hérouville, prêtre jésuite et écrivain français († 24 février 1955)
- 8 mai : Louis Paul Rastouil, prélat français, évêque de Limoges († 7 avril 1966)
- 29 mai : Jean Sigala, prêtre, résistant, déporté, philosophe et enseignant français († 22 février 1954)
- 7 juin : Pierre-Marie Durieux, prélat français, archevêque de Chambéry († 3 février 1947)
- 19 juin : Martial Lekeux, prêtre franciscain et écrivain belge († 16 octobre 1962)
- 22 juin : Arthur Maheux, prêtre et historien canadien († 31 août 1967)
- 24 juin : Bienheureuse Maria Beltrame Quattrocchi, laïque italienne († 25 août 1965)
- 4 juillet : Paul-Marie-Édouard Bresson, prélat français, vicaire apostolique de Nouvelle-Calédonie et évêque titulaire de Cestrus (de) († 28 avril 1967)
- 5 juillet : Enrico Dante, cardinal italien de la Curie († 24 avril 1967)
- 18 juillet : Alberto di Jorio, cardinal italien de la Curie († 5 septembre 1979)
- 25 juillet : Bienheureuse Marguerite Marie López de Maturana, religieuse espagnole, fondatrice des Sœurs mercédaires missionnaires († 23 juillet 1934)
- 2 août : Basile Vladimir Ladyka, prélat gréco-catholique ukrainien, exarque apostolique de Manitoba des Ukrainiens († 1er septembre 1956)
- 20 août : Bienheureux Omeljan Kovč, prêtre gréco-catholique ukrainien, martyr du nazisme († 25 mars 1944)
- 14 septembre : Fabian Abrantovitch, prêtre marianiste biélorusse mort en prison, serviteur de Dieu († 2 janvier 1946)
- 30 septembre : Adeodato Giovanni Piazza, cardinal italien de la Curie († 30 novembre 1957)
- 2 novembre : Bienheureux Charles Eraña Guruceta, religieux marianiste et martyr espagnol († 18 septembre 1936)
- 11 novembre : Filippo Bernardini, prélat italien, diplomate du Saint-Siège et archevêque titulaire d'Antioche-en-Pisidie (de) († 26 août 1954)
- 13 novembre : Ernst Adam, prêtre et fondateur allemand engagé auprès des jeunes († 1955)
- 19 novembre : Firmin Guichard, prélat et missionnaire français, vicaire apostolique de Brazzaville († 27 avril 1936)
- 21 novembre : Antoine Corriger, prêtre et résistant français, Juste parmi les nations († 25 décembre 1967)
- 22 novembre : 
  - Bienheureux Alexandru Rusu, métropolite gréco-catholique roumain, martyr du communisme († 9 mai 1963)
  - Oscar Sevrin, prélat jésuite et missionnaire belge, évêque de Raigarh-Ambikapur († 30 avril 1975)
- 12 décembre : 
  - Jean-Marie Cessou, prélat et missionnaire français, vicaire apostolique de Lomé († 3 mars 1945)
  - Alexandre Poncet, prélat français, vicaire apostolique de Wallis-et-Futuna († 18 septembre 1973)
- 14 décembre : Bienheureux Nikola Carneckyj, évêque gréco-catholique ukrainien, martyr du communisme († 2 avril 1959)
- 17 décembre : Alphonse Tricot, prêtre, enseignant, exégète, traducteur et collaborateur français de Vichy († 22 septembre 1971)
- 22 décembre : Jean Larrart, prélat et missionnaire français, archevêque de Guiyang (en) († 13 juillet 1966)
- 30 décembre : Marcel Fleury, prélat français, évêque de Nancy († 16 août 1949)
- 31 décembre : 
  - Alfred Foreau, prêtre jésuite, enseignant français et cofondateur de la Jeunesse agricole catholique († 26 décembre 1956)
  - Henri Friteau, prélat et missionnaire français, vicaire apostolique de Loango († 17 mai 1956)

## Décès
- 3 janvier : Henri Ramière, prêtre jésuite, théologien, écrivain et essayiste français (° 10 juillet 1821)
- 8 janvier : Louis-Anne Nogret, prélat français, évêque de Saint-Claude (° 6 octobre 1798)
- 10 janvier : Théodore Ratisbonne, prêtre et missionnaire français converti du judaïsme, cofondateur de la Congrégation de Notre-Dame de Sion (° 28 décembre 1802)
- 30 janvier : Luigi Maria Bilio, cardinal italien de la Curie (° 25 mars 1826)
- 21 février : Vaast Barthélemy Henry, prêtre et historien régional français (° 6 février 1797)
- 27 février : Bienheureux Marie de Jésus Deluil-Martiny, religieuse française, fondatrice des Filles du Cœur de Jésus (° 28 mai 1841)
- 28 février : Antoine-Pierre IX Hassoun, cardinal arménien, patriarche de Cilicie des Arméniens (° 15 juin 1809)
- 6 mars : Camillo Di Pietro, cardinal italien de la Curie (° 10 janvier 1806)
- 23 avril : Jean Joseph Bégel, prêtre français, missionnaire aux États-Unis, fondateur des sœurs de l' Humilité de Marie (° 4 avril 1817)
- 1er mai : Enea Sbarretti, cardinal italien de la Curie (° 27 janvier 1808)
- 5 mai : Guillaume-Marie Frédéric Bouange, prélat français, évêque de Langres (° 19 janvier 1814)
- 6 mai : Alphonse Ratisbonne, prêtre et missionnaire français converti du judaïsme, cofondateur de la Congrégation de Notre-Dame de Sion (° 1er mai 1814)
- 9 juin : Johann Jakob Kraft (de), prélat allemand, évêque auxiliaire de Trèves et évêque titulaire de Castorie (de) (° 18 mars 1808)
- 15 juin : Étienne Maistre, prêtre et auteur français (° 15 octobre 1815)
- 16 juin : Henry Maret, prélat et auteur français, évêque titulaire de Sura (de) et archevêque titulaire de Naupacte (de) (° 20 avril 1805)
- 20 juin : Félix Clair Ridel, prélat et missionnaire français, vicaire apostolique de Corée (° 7 juillet 1830)
- 22 juin : Frédéric de Falloux du Coudray, cardinal français de la Curie (° 15 août 1807)
- 12 juillet : François Victor Rivet, prélat français, évêque de Dijon (° 1er juin 1796)
- 21 juillet : Jean-Baptiste Miège, prélat et missionnaire français, vicaire apostolique du Kansas (° 18 septembre 1815)
- 24 juillet : Étienne-Émile Ramadié, prélat français, archevêque d'Albi (° 6 septembre 1812)
- 28 août : Juan de la Cruz Ignacio Moreno y Maisanove, cardinal espagnol, archevêque de Tolède (° 24 novembre 1817)
- 30 août : Auguste Allou, prélat français, évêque de Meaux (° 21 janvier 1797)
- 10 septembre : Victor François Poupinel, prêtre mariste et missionnaire français (° 14 novembre 1815)
- 14 septembre : Hector-Albert Chaulet d'Outremont, prélat français, évêque du Mans (° 26 février 1825)
- 15 septembre : Alfred Duquesnay, prélat français, archevêque de Cambrai (° 27 septembre 1814)
- 2 octobre : Antonio Ravalli, prêtre jésuite et médecin italien, missionnaire aux États-Unis (° 16 juin 1812)
- 4 octobre : Jean-Nicolas Laverlochère, prêtre français, missionnaire au Canada (° 6 décembre 1812)
- 7 octobre : Bernard Petitjean, prélat et missionnaire français, vicaire apostolique du Japon méridional (° 14 juin 1829)
- 20 octobre : Bartolomeo d'Avanzo, cardinal italien, évêque de Calvi et Teano (° 3 juillet 1811)
- 20 décembre : Domenico Consolini, cardinal italien de la Curie (° 7 juin 1806)